# De Heurne (Aalten)
De Heurne is een dorp in de gemeente Aalten (Achterhoek, Nederlandse provincie Gelderland), met 1.045 inwoners (per 1 januari 2023).

## Geschiedenis
In het begin van de 20e eeuw had De Heurne een eigen treinstation, aan de spoorlijn Varsseveld - Dinxperlo. Het gebouw is nog aanwezig als woonhuis, tegenover de cafetaria, waar tevens een spoormonument is geplaatst. Slechts een bomenrij achter een nieuwbouwwijkje en een oude opslagloods herinneren nog aan de spoorlijn, die in 1935 werd opgebroken. Tot 1 januari 2005 maakte De Heurne deel uit van de gemeente Dinxperlo. Het dorp telt onder meer een protestantse kerk (de Heurnse kerk) en een school.

## Toerisme
De inkomsten in De Heurne worden voornamelijk gehaald uit de agrarische sector. De laatste jaren verschuift dit langzaam richting toerisme. Rond 1950 telde Heurne meer dan tien buurtwinkeltjes, voornamelijk aan huis. Alle winkels hebben de deuren nu gesloten.
Bezienswaardig is de Teunismolen aan de Teunismolenweg. Het oudste huis van De Heurne is "Ovink Ni-jhuus". Het jaartal op de gevel geeft aan "1786". Het staat aan het Ovinkveld 4. Deze boerderij is een rijksmonument. "De Welsker" is een T-boerderij gelegen aan Spekkendijk 26. Deze boerderij met bouwjaar 1825 is eveneens een rijksmonument en geeft een beeld van een boerenerf van een "grote boer" uit deze periode.

## Trivia
Om verwarring met het ook tot de gemeente Aalten behorende buurtschap Heurne ("Aaltense Heurne") te voorkomen, is De Heurne vooral bekend als "Dinxperse Heurne". In De Heurne spreekt men het Nedersaksische dialect. 

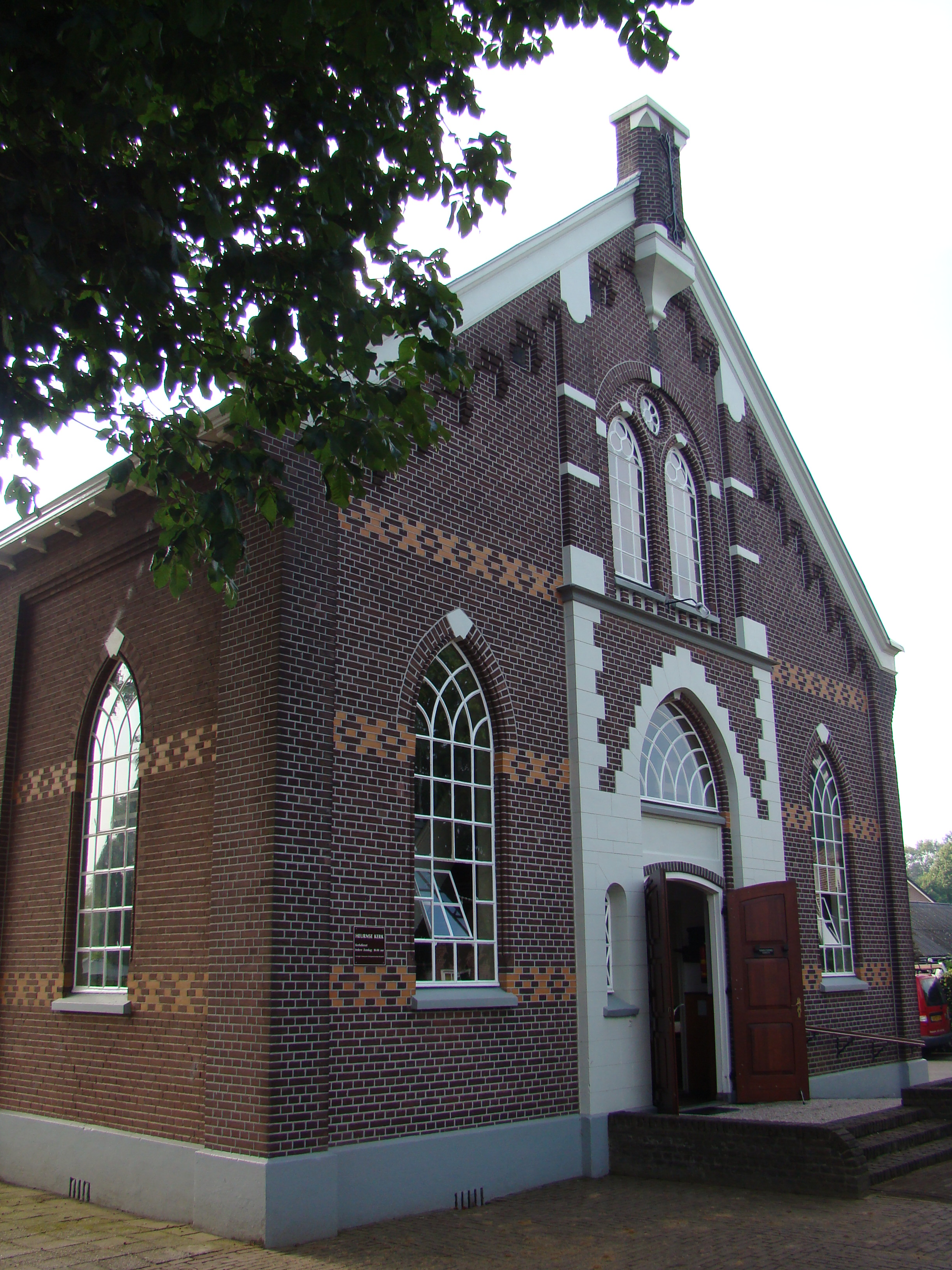
De Heurnse kerk
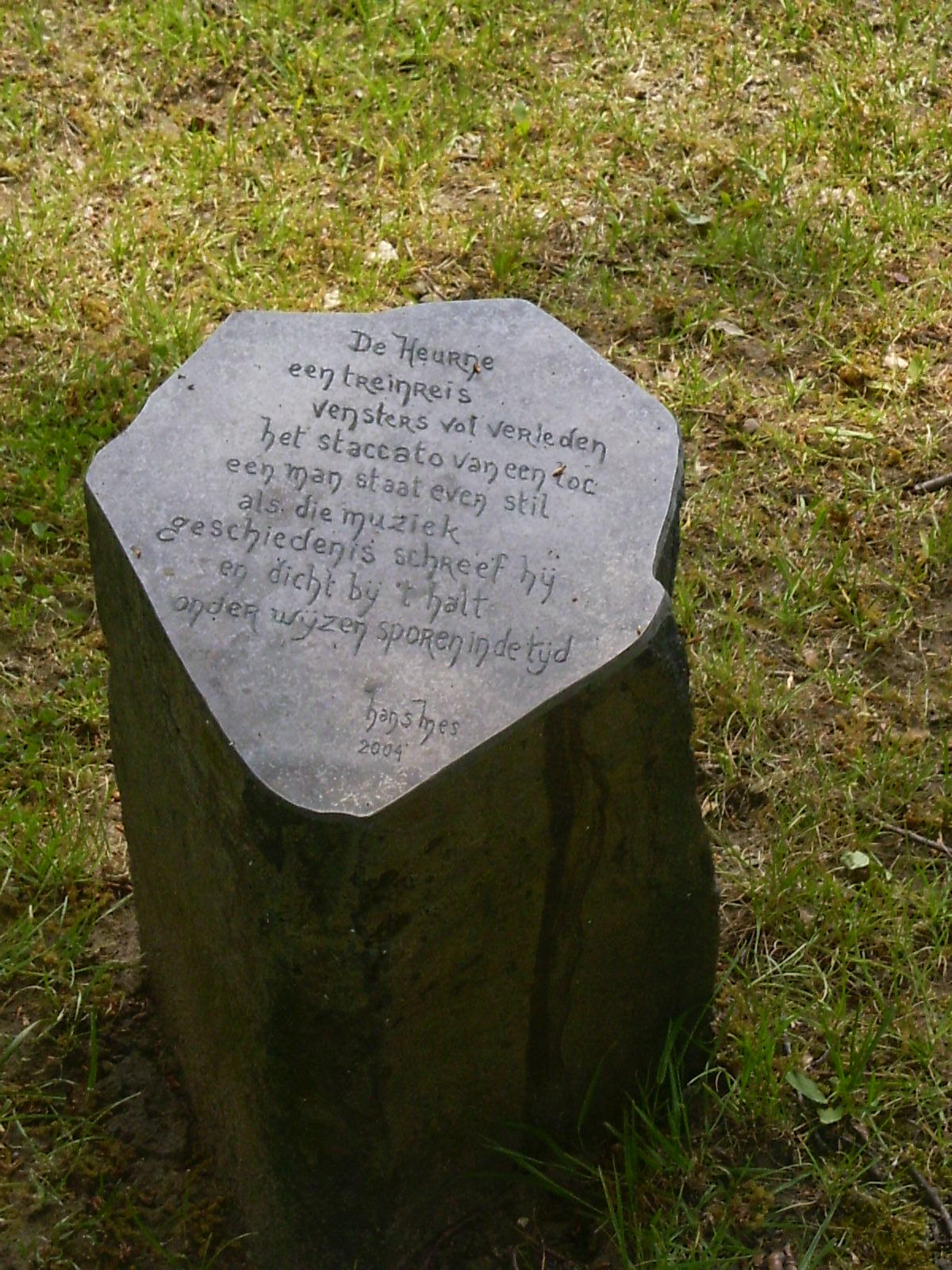
Spoorweggedicht langs de lijn Varsseveld - Dinxperlo